# Тарквинии
Тарквиниите (Tarquinis; мн.ц.: Tarquinii) са етруска династия, която управлява в Етрурия от 616 до 509 пр.н.е. По това време Рим принадлежи към тяхното царство. Последният цар от династията е изгонен от Рим и това дава началото на създаването на Римската република. Мъжете носят името Тарквиний (Tarquinius), a жените – Тарквиния (Tarquinia).
Те произлизат от Тарквиния, с етруското име Turchuna, после с латинското Tarquinii, Corneto и Corneto Tarquinia.
Първият етруски цар от фамилията става петият римски цар Тарквиний Приск (616-579), шестият цар e Сервий Тулий (578-535 пр.н.е.), седмият и последен цар е Луций Тарквиний, наречен Горди (535-510 пр.н.е.). Фамилията дава и първия консул на Римската република.
Клоновете на фамилията са Tarquin Ancienla, Tarquinii Collatini и Tarquin.
Известни от фамилията:
- Демарат от Коринт (Damaratos), 655 пр.н.е. идва от Коринт в Италия; баща на Тарквиний Приск
  - Арун, син на Демарат, 7 век пр.н.е.
    - Егерий Тарквиний, управител на Колация
      - Луций Тарквиний Колатин, женен за Лукреция, първият от двата консулa 509 пр.н.е. на Републиката, убит

  - Луцумон-Луций Тарквиний Приск (†579 пр.н.е.), римски цар (616-579)
    - Тарквиния, майка на Луций Юний Брут, прародител на Марк Юний Брут
    - Тарквиния, съпруга на Сервий Тулий, римски цар от 579 до 535 пр.н.е.
      - Тулия Старша, (+ 534 пр.н.е.), съпруга на Арун и на Тарквиний Горди
      - Тулия Младша, (+535 пр.н.е.), първа съпруга на Тарквиний Горди

    - Арун († 535 пр.н.е.), брат на Тарквиний Горди, първи съпруг на Тулия Старша
    - Тарквиний Горди, Луций Тарквиний, (†495 пр.н.е.), римски цар (535-510 пр.н.е.)
      - Тит Тарквин († 499 пр.н.е.), убит в битката при Лаго Реджило
      - Арун Тарквин (†509 пр.н.е.)
      - Секст Тарквиний (†509 пр.н.е.), изнасилвача на Лукреция.
      - Тарквиния